# Festividade do Glorioso São Sebastião
A Festividade do Glorioso São Sebastião são vários festejos que prestam homenagem ao santo associado ao guerreiro, São Sebastião, reconhecido como protetor e advogado. Semelhante a festa do Círio, que ocorre em várias localidades da Região do Marajó.
Anualmente, entre os dias 10 e 20 de janeiro ocorrem as primeiras festividades, iniciadas com o levantamento do mastro e finalizadas com a sua derrubada. Nesse período, acontecem procissões, ladainhas, bailes como a festa o frito do vaqueiro, comida típica, a bebida leite de onça e a luta marajoara. Também uma comissão percorre a cidade da festa recolhendo donativos para o santo e entoando as ladainhas.
Em 2004, o Instituto do Patrimônio Histórico e Artístico Nacional (IPHAN) realizou estudos para o reconhecimento da Festividade do Glorioso São Sebastião como patrimônio imaterial brasileiro.